# Béatrix de Cusance

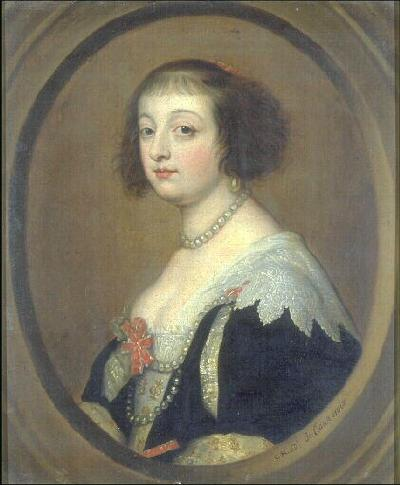
Porträt der Béatrix de Cusance, 19. Jahrhundert, nach einem Werk des 17. Jahrhunderts nach Anthonis van Dyck, ehemals Peter Lely zugeschrieben, Musée des Beaux-Arts de Valenciennes

Béatrix de Cusance (* 27. Dezember 1614 in Belvoir; † 5. Juni 1663 in Besançon als Nonne), genannt la Belle entre les Belles, ist als zweite Ehefrau des Herzogs Karl IV. von Lothringen (1604–1675) und als Briefpartnerin von Constantijn Huygens (1596–1687) bekannt.
Sie war Baronne de Belvoir (1621), Dame de Braine-l’Alleud et de Gheel/Brabant.

## Leben

### Herkunft und Jugend
Béatrix de Cusance war das zweite Kind und die älteste Tochter von Claude-François de Cusance (* 1590; † 1627), Baron de Belvoir et de Saint-Julien, Offizier in spanischen Diensten, und Ernestine van Wittem, Comtesse de Walhain (1592–1642), Erbtochter von Jan van Wittem, Vicomte de Sébourg, und Maria Margaretha von Merode († 1588), Markgräfin von Bergen-op-Zoom.
Ihre Geschwister sind u. a.
- Magdeleine de Cusance (1616–1689) die 1641 Albert, Graf von Bergh (1607–1656) Baron von Boxmeer, Sohn von Friedrich IV. von dem Bergh und Bruder von Éléonore de Bergh (1613–1657), heiratete
- Marie-Henriette de Cusance et de Vergy (1624–1700/01), Comtesse de Champlitte, die in erster Ehe 1655 Ferdinand François Just de Rye La Palud († 1657), Marquis de Varambon, Comte de Varax, heiratete und in zweiter Ehe 1660 Charles-Eugène de Ligne (1633–1681), Herzog von Arenberg, Gouverneur der Freigrafschaft Burgund.

Sie verbrachte sie ersten Jahre bei ihrer Großmutter Béatrix de Vergy in Besançon, später wurde sie zur Ausbildung an den Brüsseler Hof zur Infantin Isabella Clara Eugenia von Spanien geschickt. 1621, als sie 13 Jahre alt war, starb ihr Vater.

### Ehe
1634 hatte sie eine Beziehung zu Karl IV. von Lothringen, der seit 1621 mit seiner Cousine Nicole von Lothringen verheiratet war (Karl hatte am 19. Januar 1634 sein Herzogtum an seinen Bruder Nikolaus II. verloren, der nach kurzer Zeit einer französischen Besatzung weichen musste). Um die Stellung der Familie zu wahren, verheiratete ihre Mutter sie am 6. März 1635 in Brüssel mit Eugène Léopold Perrenot de Granvelle (* 1615), genannt d‘Oiselay, seit 1629 2. Fürst von Cantecroix. Dieser war der Sohn von Charlotte von Österreich, der außerehelichen Tochter des Kaisers Rudolf II., und von François-Thomas d'Oiselay, Graf und später Prinz von Cantecroix (in Mortsel bei Antwerpen). Das Paar bekam am 15. Januar 1636 eine Tochter, die nach wenigen Monaten starb. Am 6. Februar 1637 starb auch Eugène Leopold – und bereits zwei Monate später, heiratete Béatrix am 9. April 1637 in Besançon den ehemaligen Herzog von Lothringen, obwohl dieser rechtlich weiterhin mit Nicole verheiratet war (die Scheidung wurde von Papst Urban VIII. abgelehnt), wenn auch getrennt lebend.
Im September 1637 wurde auf Schloss Scey ihr zweites Kind geboren, ein Sohn, wobei unklar blieb, welcher ihrer beiden Ehemänner der Vater war. Karl IV. erkannte das Kind an, aber auch Béatrix‘ erste Schwiegermutter, Charlotte von Österreich, bemühte sich und prozessierte deswegen 25 Jahre lang vor dem Rat von Flandern und dem Großen Rat von Mechelen, obwohl der Junge bereits im Februar 1638 gestorben war. Zwei Jahre später kam die Tochter Anne zur Welt.

### Trennung
Karl wurde im April 1641 noch einmal für drei Monate Herzog von Lothringen, bevor die Franzosen wieder die Macht übernahmen. Im April 1642 trennte sich das Paar, nachdem es durch eine Bulle des Papstes Urban VIII. wegen Bigamie exkommuniziert worden war. Der päpstliche Spruch wurde nach drei Jahren durch den neuen Papst Innozenz X. aufgehoben, ein Zusammenleben blieb allerdings bis zur Klärung des Streits mit Nicole untersagt.
In den Jahren der Trennung von Karl IV. und Béatrix hatten beide Affären, ihre bekannteste ist wohl die mit dem im niederländischen Exil lebenden und 15 Jahre jüngeren Charles Stuart (1630–1685). Karl IV. und Béatrix kamen 1648 für kurze Zeit wieder zusammen, 1649 wurde der Sohn Charles Henri geboren.
Nach dieser Geburt kühlte die Beziehung ab; Béatrix lebte nun alleine in Brüssel, Antwerpen und Braine-l’Alleud – und konnte sich, obwohl ihre Ehe umstritten war, in der Oberschicht der Spanischen Niederlanden ein Netzwerk aufbauen. 1652 lernte sie hier Constantijn Huygens kennen, mit dem sie dann eine jahrelange Freundschaft und ein umfangreicher Briefwechsel verband. Auch schrieb er zehn Gedichte für sie.
In den folgenden Jahren verbrachte sie zudem viel Zeit in der Republik der Sieben Vereinigten Provinzen, da sie durch ihre Mutter Anspruch auf die Markgrafschaft Bergen-op-Zoom erheben konnte, ein Anspruch, den sie in Den Haag durchsetzen musste. Die Entscheidung fiel aber am 18. Januar 1659 zugunsten Maria Elisabeth II. van den Bergh, die mit Eitel Friedrich II. von Hohenzollern-Hechingen verheiratet war.
Während ihrer Aufenthalte in Den Haag kam Béatrix in gesellschaftlichen Kontakt mit Amalie zu Solms-Braunfels (Ehefrau des Statthalters Friedrich Heinrich, Fürst von Orange) und Elisabeth Stuart (exilierte Ehefrau des „Winterkönigs“ Friedrich V. von der Pfalz).
Karl IV. hingegen war am 25. Januar 1654 in Brüssel verhaftet und in den Alcázar von Toledo gebracht, weil er im Verdacht stand, sich mit Frankreich verbündet zu haben. Fünf Jahre blieb er im Gefängnis, bevor er 1659 nach Lothringen zurückkehren konnte; da Herzogin Nicole am 2. Februar 1657 gestorben war, verließ Béatrix daraufhin die Niederlande, um sich ihm anzuschließen, aber er mochte sie nicht wiedersehen, sondern schickte sie nach Besançon – und willigte erst, als sie auf dem Sterbebett lag, in eine erneute Heirat ein, die er am 20. Mai 1663 dann in Nancy unterzeichnete. Béatrix starb wenige Tage später, am 5. Juni 1663 in Besançon an einer Bauchfellentzündung. Sie wurde dort auf eigenen Wunsch im Kloster Sainte-Claire beigesetzt.

## Nachkommen
Aus der Ehe mit Eugène Léopold Perrenot de Granvelle:
- Tochter (* 15. Januar 1636; † nach wenigen Monaten)

Aus der Ehe mit Karl von Lothringen:
- Sohn[2] (* September 1637; † Februar 1638)
- Anne (* 23. August 1639 in Trier; † 19. Februar 1720 in Paris), bestattet in Saint-Paul in Paris;⚭ 7. Oktober 1660 in der Abtei Montmartre François Marie de Lorraine († 11. Januar 1694), Graf und später Prinz von Lillebonne, bestattet in Saint-Paul.
- Charles Henri (* 17. April 1649 in Brüssel; † 14. Januar 1723 in Nancy), Fürst von Vaudémont, 1698 Generalkapitän von Mailand, bestattet in der Kartause Bosserville; ⚭ 15. April 1669 in Bar-le-Duc Anne-Elisabeth de Lorraine (* 6. August 1649; † 5. August 1714 in Commercy), Tochter von Charles III. de Lorraine, Duc d’Elbeuf, und Anne Élisabeth de Lanny (ohne überlebende Nachkommen, da ihr Sohn Charles Thomas bereits 1704 starb).